# SN 2004cy
SN 2004cy – supernowa odkryta 5 kwietnia 2004 roku w galaktyce E403-G09. W momencie odkrycia miała maksymalną jasność 15,60m.